# التاريخ العسكري للهند

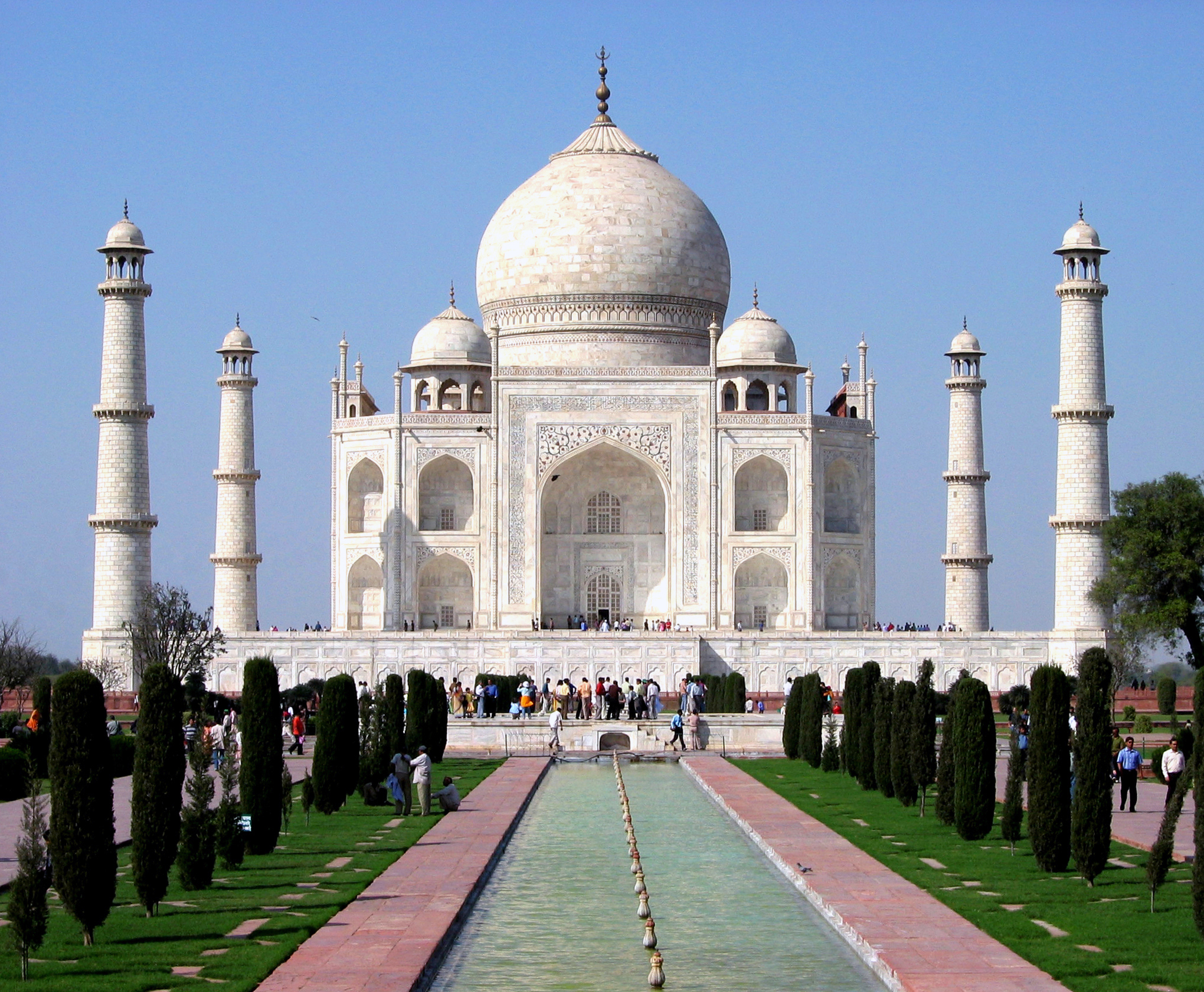

قبل وجود الجيش الهندي المعاصر، كان هناك هيئات عديدة سابقة له وهي: أفواج سباهي وفرق الفرسان الأصلية والمجموعات غير النظامية للفرسان ومجموعات الهندسة وزرع الألغام التي أسستها الرئاسات البريطانية الثلاث. أنشأ الراج البريطاني الجيش الهندي في القرن التاسع عشر من خلال جمع جيوش الرئاسة السابقة ودمجها وتوحيدها تحت سلطة التاج الملكي البريطاني. حارب الجيش البريطاني الهندي في كل من الحربين العالميتين.
تلت القوات المسلحة الهندية عسكرية الهند البريطانية إثر استقلال الهند عام 1947. بعد الحرب العالمية الثانية، سُرح عدد كبير من جنود فترة الحرب وحُل عدد من المجموعات العسكرية. قُسمت القوات المسلحة الباقية بين الهند وباكستان. حاربت القوات المسلحة الهندية في الحروب الثلاثة ضد باكستان وفي حرب ضد جمهورية الصين الشعبية. حاربت الهند أيضًا في حرب كارجيل ضد باكستان عام 1999، وهي أكثر الحروب الجبلية ارتفاعًا في التاريخ. شاركت القوات المسلحة في عدد من عمليات حفظ السلام التابعة للأمم المتحدة وهي حاليًا المساهم الثاني من ناحية عدد الجنود في قوة حفظ السلام.

## الحقبة الاستعمارية

### حكم الشركة
أُنشئ جيش الهند البريطاني لحماية مصانع شركة الهند الشرقية البريطانية. بعد سقوط بونديشيري الفرنسية عام 1793، قُسم إلى جيوش الرئاسة لكل من البنغال ومدراس ومومباي عام 1975. درب الهولنديون فرقة ناير، وهي حيش ترافنكور.
خلال فترة ثورة السيبوي بين عامي 1857 و1858، تمردت بعض وحدات المشاة والفرسان البنغالية الأصلية على شركة الهند الشرقية البريطانية. تلقى المتمردون دعمًا أقل مما توقعوه من أعضاء جيشي بومباي ومدراس. حدث عدد من الأعمال الوحشية، ومن بينها حصار كونبور. في النهاية فشل العصيان بسبب نقص الموارد وغياب التنسيق بين الثوار. كانت أعمال الانتقام التي مارسها الجيش البريطاني المنتصر عديمة الرحمة، وساعده في ذلك الجنود النظاميون من السيخ والأفغان.

### الراج البريطاني
بعد انتهاء عصيان السيبوي، أُعيد تنظيم الحكم البريطاني في الهند تحت اسم الراج البريطاني المكون من المناطق المحكومة بشكل مباشر من قبل المملكة المتحدة والولايات الأميرية تحت سيطرة التاج البريطاني. تحت شروط اتفاقيات مع التاج البريطاني، سُمح للولايات الأميرية ممارسة شيء من السلطة الذاتية المحلية لقاء الحماية والسماح بالتمثيل في المحافل الدولية من قبل المملكة المتحدة. شمل الراج البريطاني دول الهند وباكستان وبنغلادش الحالية.
بعد عام 1857، أُلغيت جيوش الرئاسة لصالح تشكيل جيش هندي بريطاني جديد تحت سيطرة التاج الملكي البريطاني والحاكم البريطاني للهند. حُل عدد كبير من الوحدات العسكرية أو أُعيد تنظيمها، وأُضيفت وحدات جديدة من السيخ والجوركا والفرسان غير النظاميين. تغيرت تركيبة غالبية مشاة وفرسان جيش مدراس إلى أفراد القبائل الهندية الشمالية، والتي اعتُبرت أكثر «عسكرية» من أفراد «الثامبي» الأقصر قامة والأدكن لونًا الذين مثلوا غالبية جيش مدراس الرئاسي. مُنع جنود السيبوي الهنود من الخدمة كضباط في قوى المدفعية. ركز التجنيد أكثر على السيخ والجوركا، إذ رآهم البريطانيون أكثر ولاء. شُكلت قطع عسكرية جديدة مرتكزة على مقومات الدين والطبقة الاجتماعية.
تكون الجيش الهندي البريطاني من أفراد من جميع المجموعات الدينية الكبيرة في الهند مثل الهندوس والسيخ والمسلمين والمسيحيين. ازداد عدد السيخ في الجيش بشكل مطرد مع الوقت إذ أدرك البريطانيون أنهم أكثر ولاء والتزامًا عسكريًا، وهو انطباع أكده تصرفهم خلال فترة عصيان السيبوي. تضامن السيخ بدورهم مع البريطانيين لمنع عودة حكم الموغال (سلطنة مغول الهند الإسلامية)، ذلك لأن السيخ تعرضوا للملاحقة خلال فترة حكم هذه السلطنة.
تأسست القوات الجوية الهندية عام 1932.

#### الحرب العالمية الأولى
خلال الحرب العالمية الأولى، تطوع أكثر من 800,000 جندي في الجيش، كما تطوع أكثر من 400,000 شخص للمشاركة في المهمات غير القتالية، وذلك مقارنة بتجنيد 15,000 شخص قبل الحرب. شهد الجيش عمليات عسكرية على الجبهة الغربية خلال شهر من بدء الحرب، وذلك في معركة إيبرس الأولى حيث أصبح خداداد خان أول هندي يتلقى وسام صليب فيكتوريا. بعد شهر من العمل على الخطوط الأمامية، قلص المرض والإصابات الحربية عدد القطعة الهندية إلى حد أجبر القيادة على سحبها. حارب نحو 700,000 هندي ضد الأتراك في حملة بلاد الرافدين. أُرسلت تشكيلات عسكرية هندية أيضًا إلى شرق أفريقيا ومصر وشبه جزيرة جاليبولي.
حارب كل من الجيش الهندي وقوات الخدمة الإمبراطورية خلال معركة الدفاع عن قناة السويس ضمن حملة سيناء وفلسطين عام 1915، وفي معركة رمانة عام 1916 وصولًا إلى القدس عام 1917. سيطرت القوات الهندية على غور الأردن، وبعد هجوم الربيع أصبحت القوة الكبرى ضمن قوة التجريدة المصرية خلال معركة مجدو وتقدم قوى الفرسان الصحراوية إلى دمشق ثم إلى حلب. بقيت مجموعات عسكرية أخرى في الهند لتحمي الجبهة الشمالية الغربية وتؤدي واجبات الأمن الداخلي.
خدم مليون جندي هندي خارج البلاد خلال الحرب العالمية الأولى. وصل إجمالي القتلى منهم إلى 74,187 والجرحى إلى 67,000. تحيي بوابة الهند ذكرى نحو 90,000 جندي هندي قُتلوا في الحرب العالمية الأولى والحروب الأفغانية.

#### الحرب العالمية الثانية
في عام 1939، وصلت قوة الجيش الهندي البريطاني إلى نحو 189,000 جندي، إضافة إلى نحو 3,000 ضابط بريطاني و1,115 ضابطًا هنديًا. تضخم الجيش بشكل كبير للمشاركة في الحرب العالمية الثانية، إذ وصلت قوة الجيش بحلول عام 1945 إلى 2.5 مليون جندي، إضافة إلى نحو 34,500 ضابط بريطاني و15,740 ضابطًا هنديًا. شارك الجيش في حملات عسكرية في فرنسا وشرق أفريقيا وأمريكا الشمالية وسوريا وتونس ومالايا وبورما واليونان وصقلية وإيطاليا. حدثت المساهمات المهمة بشكل خاص في حملات الحبشة وشمال أفريقيا، ضد الإيطاليين؛ في العلمين وفي إيطاليا وضد الألمان؛ وفي حملة بورما ضد اليابان. تكبد الجيش في النهاية خسائر تصل إلى 179,935 جنديًا: 24,338 قتيلًا و64,354 جريحًا و11,762 مفقودًا و79,481 أسير حرب.
خلال الحرب، شكل المغتربون الهنود في جنوب شرق آسيا والجيش الياباني الجيش الوطني الهندي (آي إن إيه) للمحاربة من أجل استقلال الهند عن بريطانيا. اعتمد الجيش من أجل تحقيق القوة العددية على 45,000 جندي هندي من الجيش الهندي أسرهم اليابانيون بعد سقوط سنغافورة في فبراير 1942. نفذ سوبهاش شاندرا بوز هبوطًا مظليًا لقيادة الجيش الوطني الهندي عام 1943، ووسع الجيش بشكل كبير ليشمل بشكل أساسي مجتمع التاميل المدني الهندي في مالايا. تفاوض أيضًا لحصول الجيش الوطني الهندي على دور قتالي مع اليابانيين المترددين الذين كانوا متشجعين أكثر لاستخدامه في المجالين الاستخباراتي والدعائي. في عام 1944، شاركت وحدات الجيش الوطني الهندي في الهجمات التي شنها الجيش الياباني على المواقع البريطانية في أراكان وسهل إمفان.
نظرًا لعدم كونه رجلًا عسكريًا، توقع بوز الملقب باسم «نيتاجي» (القائد المحترم) بسذاجة أن جنود الجيش الهندي المتمركزين ضد الجيش الوطني الهندي سوف يعلنون انشقاقهم. لكن هؤلاء الجنود الهنود حافظوا على استعدادهم، وتمكنوا في الواقع من هزيمة الجيش الوطني الهندي. على الرغم من ذلك، أصر بوز على حصول الجيش الوطني الهندي على قطاع مستقل على نهر إيراوادي في فبراير 1945. على الرغم من الجهود الكبيرة لبعض وحدات الجيش الوطني الهندي، تعرض قطاعهم الخاص للاجتياح، وأصبحت حالات الفرار شائعة. من الناحية العسكرية، انتهى أمر الجيش الوطني الهندي في هذا الوقت.
لكن وفي فترة ما بعد الحرب، لعب هذا الجيش دورًا سياسيًا، وذلك نظرًا لقرار البريطانيين بعقد محكمة عسكرية علنية لثلاثة من قادته. كان هذا التصرف غير مدروس، لأن السياسيين الوطنيين الهنود الذين كانوا في السابق قد أعلنوا معارضتهم للجيش الوطني الهندي شعروا بعد هذا القرار بالعواطف الوطنية وطالبوا بإطلاق سراح المعتقلين. أذعن البريطانيون للمطالب الوطنية بعد أن أدركوا خطأهم. بهذا الشكل، كان الجيش الوطني الهندي علامة أخرى على أن أيام الراج البريطاني في الهند أصبحت معدودة.